# Stephen Joseph Perry
Stephen Joseph Perry (London, 1833. augusztus 26. – 1889. december 27.) angol csillagász.

## Élete
Papi pályára készült és 1853-ban Rómában a jezsuita-rendbe lépett. Tanulmányai befejeztével a stnyhursti jezsuita kollégiumon a matematika tanára és a csillagvizsgáló igazgatója lett. Fő figyelmét a Nap spektroszkopikus vizsgálatára fordította, az eredményeket évről évre közölte. 1868-ban, 1869-ben, és 1871-ben Franciaország keleti és nyugati részén, valamint Belgiumban földmágnesességi méréseket végzett. Az 1870. december 22-iki teljes napfogyatkozást Cadixban észlelte, az 1874-iki Vénusz-átvonulás megfigyelésére a Kerguelen-szigetekre küldött angol expediciót vezette, az 1882-iki átvonulást pedig Madagaszkárban észlelte. Az 1886. augusztus 29-iki teljes napfogyatkozás megfigyelésére Carrinconba, az 1887. augusztus 19-ikire pedig Oroszországba ment, végül az 1889. december 22-iki teljes napfogyatkozás észlelésére angol expediciót vezetett a Salut-szigetekre és ez útjában Demerara partján meghalt.